# Porcellana di Capodimonte

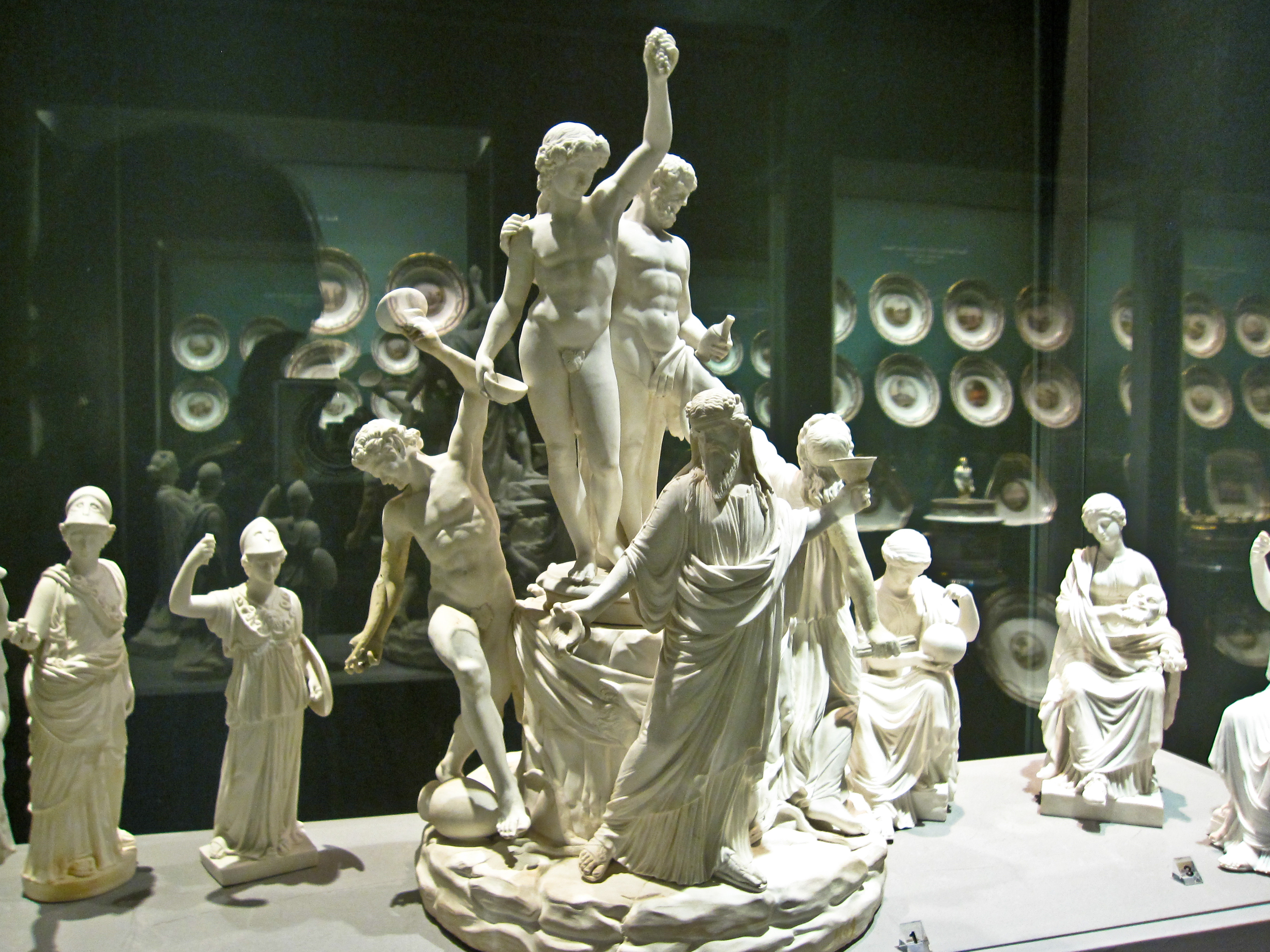
Opera in porcellana al Museo di Capodimonte

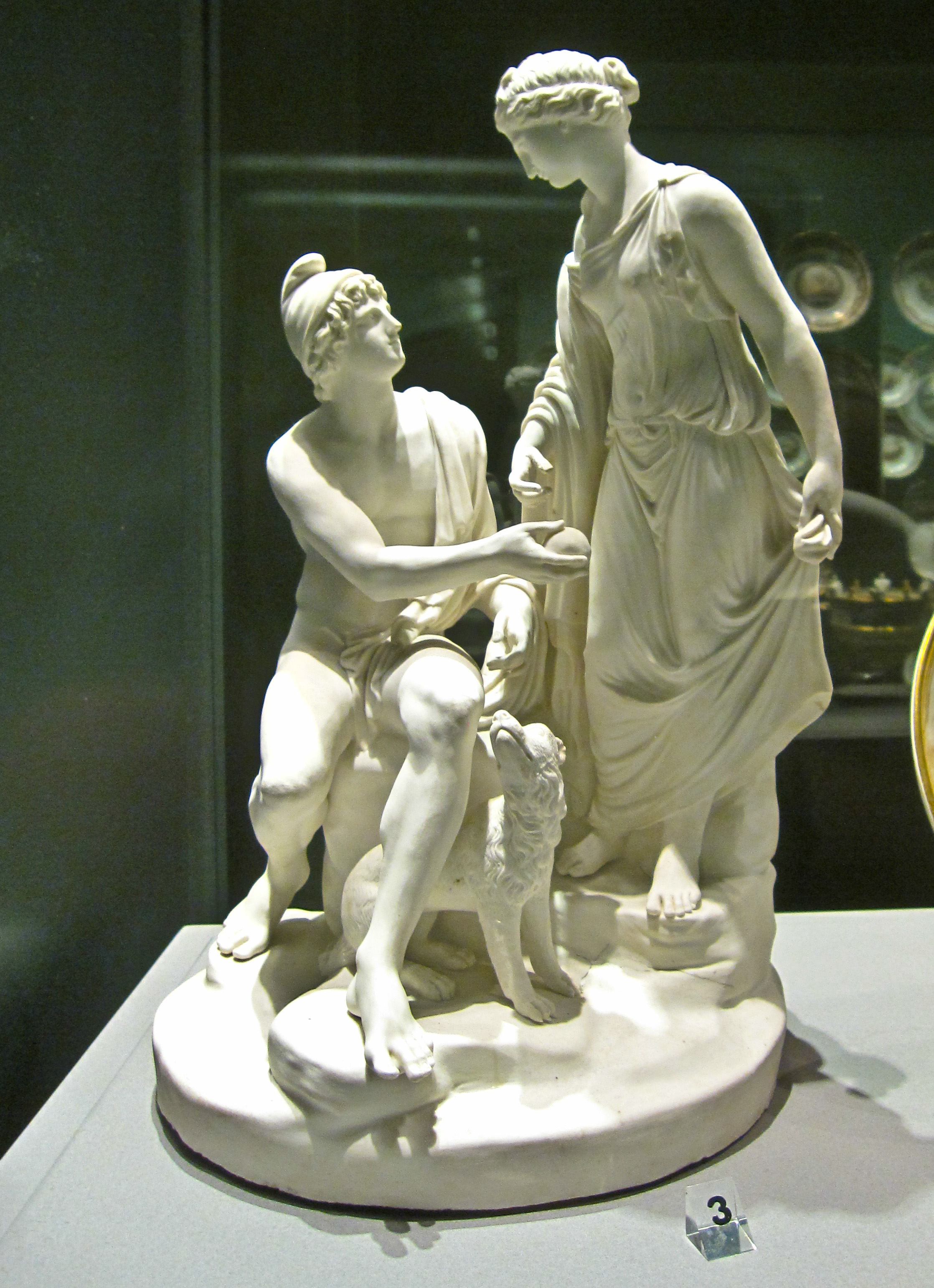
Filippo Tagliolini, Venere e Paride (Museo di Capodimonte)

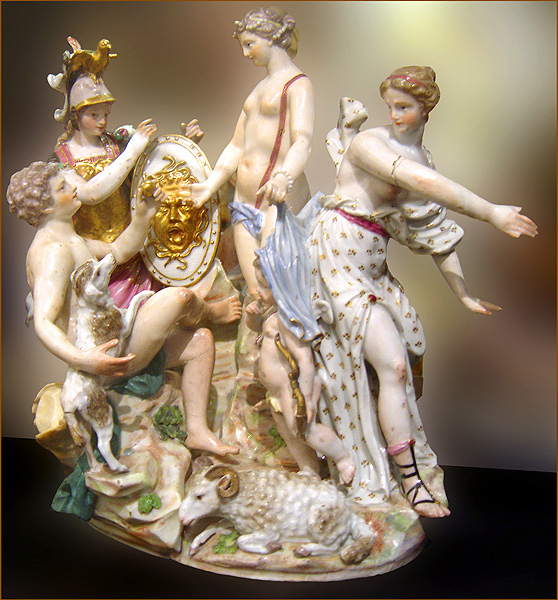
Il Giudizio di Paride, Porcellana di Capodimonte, Musei Capitolini (Roma)

La porcellana di Capodimonte deve il suo nome all'omonima area collinare di Napoli, dove nella prima metà del Settecento il re Carlo di Borbone e sua moglie Maria Amalia di Sassonia fondarono la Real Fabbrica di Capodimonte. Oltre che al Museo Nazionale di Capodimonte, oggi la Real fabbrica di porcellane di Capodimonte, è sede dell'istituto Caselli scuola superiore delle porcellane di Capodimonte ad indirizzo raro.
Le porcellane prodotte da questa celebre fabbrica sono conservate in pregevole quantità anche al Museo Duca di Martina, presso la villa Floridiana, al Museo Filangieri e al Museo Diego Aragona Pignatelli Cortes.

## La storia
Le origini dello sviluppo della porcellana in Europa risalgono ai primi oggetti conosciuti nel Duecento grazie a viaggiatori come Marco Polo, che di ritorno dal suo lungo soggiorno a Pechino, durante la dinastia Yuan, importarono dalla Cina una sorta di proto-porcellana, ovvero una ceramica a pasta dura verniciata di bianco o marrone. L'Europa guardava attonita a questi oggetti nella totale incapacità di imitarli.
Risultati di qualche valore furono conseguiti solo nella Firenze del Cinquecento, dove i laboratori di alchimia di Francesco I de' Medici, già intorno al 1575, riuscirono ad ottenere un tipo di porcellana a pasta tenera, nota appunto come porcellana medicea: imperfetta sul piano tecnico (bollicine, screpolature, ecc.), veniva decorata a motivi blu cobalto, vagamente ispirati alla contemporanea produzione cinese. Se ne conoscono in tutto una cinquantina di pezzi. Non sembra tuttavia che la produzione sia sopravvissuta alla morte di Francesco, né che tali esperimenti abbiano avuto conseguenze per la successiva storia della porcellana europea.
Alla fine del XVII secolo, in un periodo di grande fervore scientifico, L'Academie des Sciences in Francia e la Royal Society in Inghilterra cominciano a studiare il problema della fabbricazione della porcellana.
Agli inizi del '700 lo studioso sassone Johann Friedrich Böttger ne scopre la composizione. Si tratta di una fusione di caolino (granuli che cuociono ad alte temperature) e feldspato (un minerale legante).
Nel 1710 nasce la fabbrica tedesca di Meißen sotto la tutela delle autorità sassoni che esercitano stretti controlli per evitare l'imprenditoria in concorrenza.
Questo non impedisce il sorgere di altre fabbriche produttrici di porcellana. Nel 1720 nasce la Fabbrica di Porcellane Vezzi a Venezia (la prima in Italia e la terza in Europa). Successivamente vi è la nascita delle porcellane di Sèvres in Francia, di Capodimonte a Napoli, seguite nel secondo quarto del Settecento da quelle di Ginori a Doccia e di Vinovo in Piemonte.

### Real Fabbrica di Capodimonte
Nel 1743 a Napoli, nei primi anni della nuova dinastia borbonica, il re Carlo e sua moglie, la regina Maria Amalia di Sassonia, fondano all'interno della famosa Reggia di Capodimonte, oggi Museo, la Real Fabbrica di Capodimonte, dando inizio ad una tradizione che non è mai finita. Tra i loro principali collaboratori si annoverarono il chimico belga Livio Ottavio Schepers e il decoratore piacentino Giovanni Caselli.
La porcellana che si produce in questa zona ha delle caratteristiche peculiari che la distinguono dalla porcellana nord europea. Nel sud Italia, infatti, non c'è il caolino; pertanto l'impasto si compone di una fusione di varie argille provenienti dalla cave del sud miste al feldspato. Ne deriva un impasto tenero dal colorato latteo, che renderà questa manifattura unica nella storia della porcellana.
La porcellana "tenera", infatti, durante la cottura si ritira di circa il 20%, e se da una parte si perdono dovizie di dettagli tipici della porcellana nord europea, dall'altra ritroviamo uno stile inconfondibile pervaso da un'armonia strutturale naturalista.
Le figure di spicco in quegli anni sono lo scultore Giuseppe Gricci, il decoratore Giovanni Caselli ed il chimico Livio Vittorio Schepers che perfezionò la composizione dell'impasto.
La massima espressione dell'abilità plastica e pittorica degli artisti di Capodimonte è il Salottino di porcellana creato dallo scultore Giuseppe Gricci per la regina Amalia.

### Real Fabbrica Ferdinandea
Al suo rientro in Spagna, Carlo III di Borbone - a riprova del fatto che per lui si trattasse della "più cara al sovrano tra le manifatture reali, dato che ne seguiva le fasi di lavorazione e custodiva personalmente la chiave degli ambienti dove venivano conservati i pezzi" - porta con sé tutte le opere prodotte. Segue un periodo di stasi nella produzione di opere in porcellana ed è solo nel 1773 che Ferdinando IV, suo figlio, ormai adulto, fonda la Real Fabbrica Ferdinandea, che raccoglie in seno gli artisti italiani, in particolare toscani, e quelli tedeschi più esperti.
Il periodo di massimo splendore di questa fabbrica si è avuto sotto la direzione artistica di Domenico Venuti. Nel ventennio tra il 1780 ed il 1800 nasce una vera e propria Scuola d'Arte e vengono prodotti sontuosi servizi da tavola e prezioso vasellame che sono tutt'oggi conservati nel Museo di Capodimonte.

### Dominazione francese
Nel 1806 con l'avvento della dominazione francese la Real fabbrica viene ceduta ad un gruppo di privati. Questi ultimi s'impegnano ad assumere tutti i lavoranti della fabbrica a patto che i re francesi acquistino parte della gran produzione.
La promessa non è mantenuta e Gioacchino Murat, troppo impegnato a sovvenzionare le campagne belliche di Napoleone, non alimenta la produzione di porcellane per la casa sovrana.
Ciò nonostante, gli artisti napoletani tennero viva la tradizione inventando nuovi stili e rappresentando scene di napoletanità apprezzate dalla borghesia cittadina e dai turisti.

### Dall'Unità d'Italia ad oggi
Con l'Unità d'Italia e la fine della monarchia segue un periodo di decadenza artistica. La produzione di sontuosi servizi da tavola viene sostituita da uno stile floreale puramente decorativo che costituisce ancora oggi il fulcro della produzione ceramica napoletana che viene denominata in tutto il mondo "Capodimonte".
Dalla metà dell'Ottocento nascono le prime fabbriche artigianali a carattere familiare, ad es. la Majello e la Mollica (poi Visconti-Mollica e Fullin-Mollica).

## Lavorazione

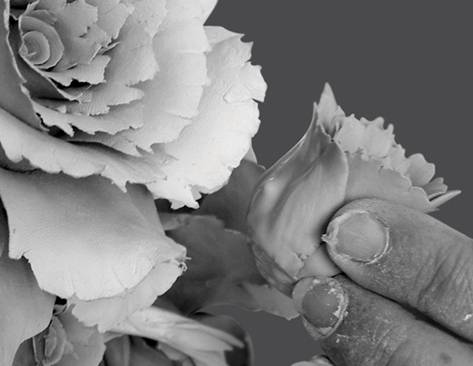
Lavorazione di una composizione floreale.

L'oggetto parte sempre da un'idea, ovvero dall'estro dell'artista, e pertanto egli dapprima traccia il disegno dell'oggetto che vuole realizzare. 
La prima fase consiste nel creare il modello di gesso: lo scultore modella sul tornio un blocco di gesso con strumenti alquanto rudimentali per delinearne la sagoma; il modellista cesella e scolpisce a mano quelli che sono i dettagli dell'oggetto.
Si ottiene così il calco per avere la prima forma.
L'artigiano a questo punto riversa nello stampo di gesso la porcellana in forma liquida, un impasto che si differenzia dalle comuni ceramiche bianche per il maggior pregio e la maggior compattezza e trasparenza.
Per dare spessore all'oggetto si lascia essiccare brevemente la porcellana liquida nello stampo, quella in eccesso viene riversata e si ottiene così l'oggetto crudo.
Segue la fase della rifinitura: il rifinitore elimina eventuali sbavature o imperfezioni che si possono verificare in fase di colaggio. Nel caso di una composizione floreale, l'artista plasma a mano la porcellana. A questo punto si effettua la prima cottura ad una temperatura di 1250 gradi per una durata che va dalle 8 alle 12 ore, da cui si ottiene l'oggetto in biscuit di porcellana.
Il processo si conclude con la decorazione: il decoratore dipinge manualmente l'oggetto biscuit. Si passa ad una successiva cottura a 750 gradi per fissarne il colore: questa durerà mediamente 8 ore. Il processo lavorativo è a questo punto terminato.

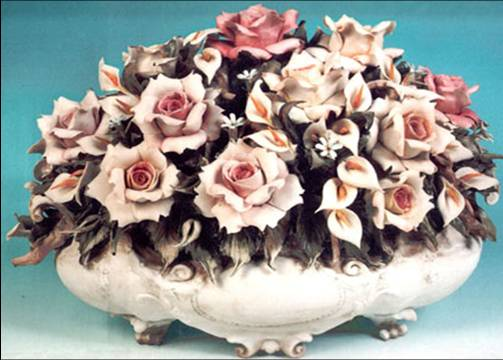
Il prodotto finito.

## Marchio
La porcellana prodotta dal 1743 al 1759 nella Real Fabbrica della Porcellana nel Parco di Capodimonte veniva marchiata col "Giglio Borbonico" decorato in colore azzurro sottovernice o incusso. Tale marchio non fu adottato per la produzione di Ferdinando IV, dal 1771 al 1825, nella sua fabbrica di Portici, né successivamente. Infatti, la produzione ferdinandea, distinta nel tempo e nel luogo di origine da quella di Capodimonte, fu contraddistinta fino al 1787 dalla marca “FRM” sormontata da una corona, poi da una “N” incoronata, marchio ceduto, forse, ai vari produttori.
Del marchio di Capodimonte si trova traccia, ufficialmente, solo nel 1961, quando il
Decreto del presidente della Repubblica 30 settembre 1961, n. 1910, articolo 2
istituendo l'Istituto G. Caselli, l'autorizza a "depositare nei modi di legge e ad usare per i suoi prodotti un marchio di fabbrica che, richiamando quello delle antiche fabbriche di Capodimonte, sottolinei la continuità storica della tradizione".
Il 20 marzo del 1987 l'Istituto G. Caselli ha provveduto al brevetto del Giglio Borbonico, nonché della dicitura “Giovanni Caselli – Capodimonte”, da usare anche disgiuntamente.